# Adolf Halbreiter

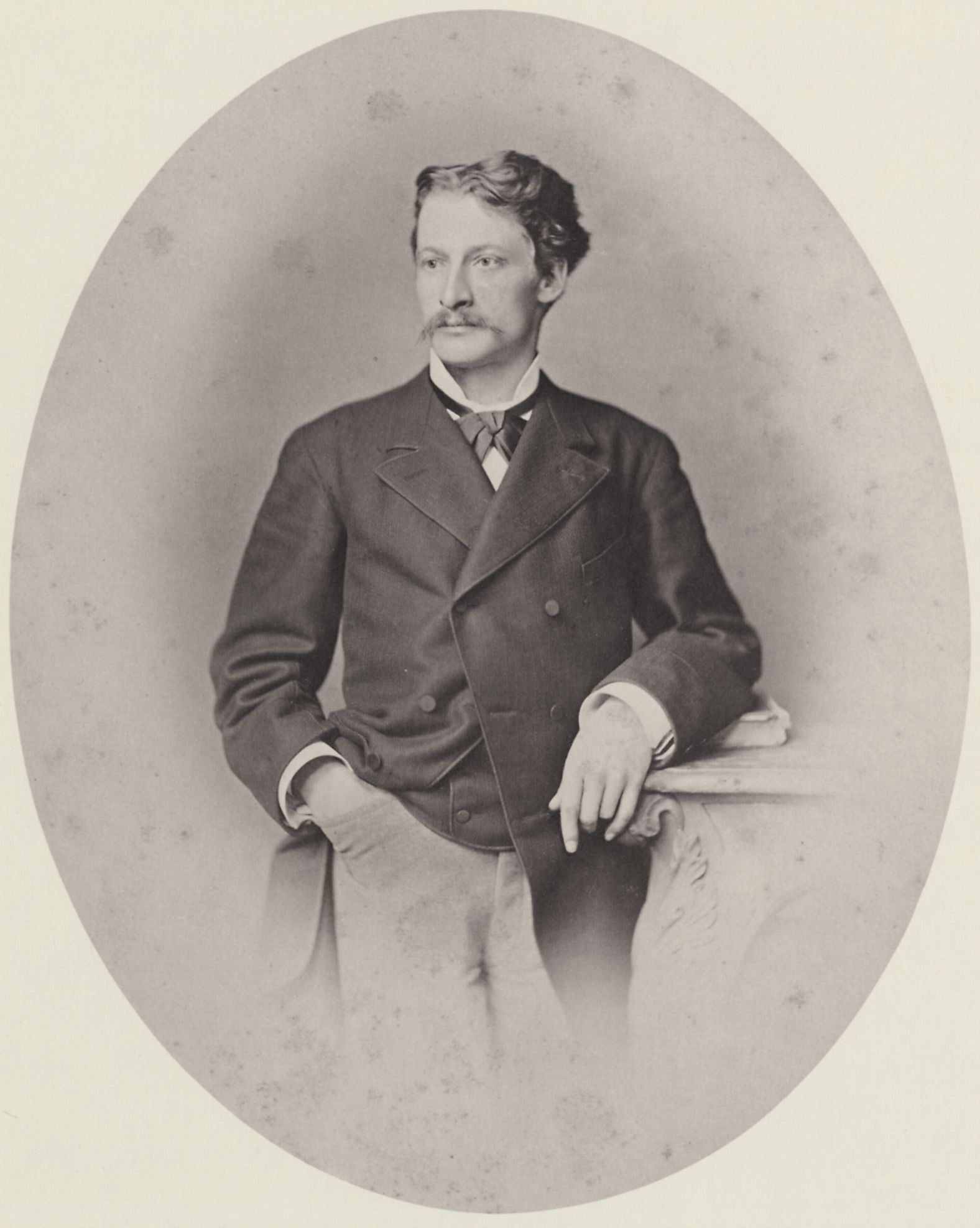
Adolf Halbreiter (1880)

Adolf Halbreiter (* 13. Mai 1839 in Rosenheim; † 28. Juni 1898 in München) war ein deutscher Kunsthandwerker, insbesondere Gold- und Silberschmied, Ziseleur und Entwerfer.

## Leben
Adolf Halbreiter wurde als Sohn des Arztes Michael Halbreiter (1811–1881), eines Bruders des Historienmalers und Silberarbeiters Ulrich Halbreiter, und seiner Frau Josepha, geborene Freiin von Sauer im oberbayrischen Rosenheim geboren, wo der Vater sich als praktischer Arzt und Inhaber eines Bades niedergelassen hatte. In Rosenheim wurden auch Adolfs Schwestern  Anna (* 1837) und Bertha (* 1840) geboren. Von den ab 1841 in München geborenen weiteren fünf Geschwistern erreichten nur die Brüder Emil (1843–1891) und Wilhelm (* 1847) das Erwachsenenalter. Josepha Halbreiter verstarb 1848.
Nach dem Tod der Ehefrau trat Michael Halbreiter als Militärarzt in russische Dienste. Für seinen Einsatz bei der Belagerung von Sewastopol (1854/55) wurde er mit Orden ausgezeichnet und zum kaiserlich-russischen Hofrat ernannt. Adolf besuchte die katholische Domschule und für einige Monate das Maximiliansgymnasium München. Ab 1854 ging er zu seinem Onkel Ulrich Halbreiter, der eine Werkstatt für Schmuck- und Dekorationsgegenstände in München betrieb, in die Lehre. Anschließend besuchte er die Zeichenschule des Bayerischen Kunstgewerbevereins unter der Leitung von Hermann Dyck und wechselte schließlich mit dem 20. Mai 1859 in die Antikenklasse der Kunstakademie München unter Johann Georg Hiltensperger sowie in die Bildhauerklasse von Max von Widnmann. Von 1862 bis 1866 bildete er sich in Paris bei dem Goldschmied Charles Christofle und den Brüdern Auguste Fannière (1818–1900) und Joseph Fannière (1820–1897) als Silberschmied und Ziseleur weiter. 1866 nahm er als Soldat am Krieg des Süddeutschen Bundes gegen Preußen teil.

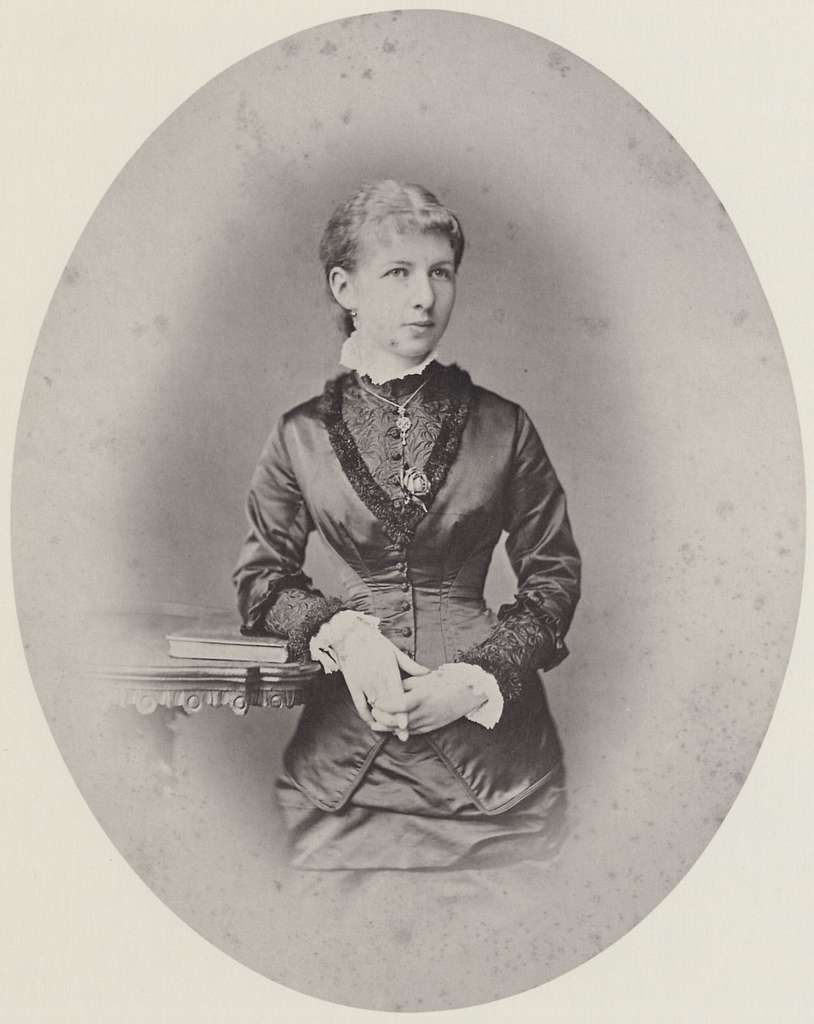
Verlobungsbild von Caecilie Sedlmayr, Frau von Adolph Halbreiter, 1880

Um 1871 gründete er eine eigene Werkstätte für Metallarbeiten in München. 1880 heiratete Halbreiter Cäcilie Sedelmayr. Von den vier Kindern aus dieser Ehe wurde der älteste Sohn, Bernhard Halbreiter, Bildhauer. Fritz von Miller, Professor für Metallarbeiten und Ziselieren an der neu gegründeten Kunstgewerbeschule, war sein Schwager. Als er 1878 einen Ruf als Professor und Leiter der Modellier- und Ziselierabteilung an die Kunstgewerbeschule Dresden erhielt, wollte König Ludwig II. den begabten Künstler nicht verlieren: Er ernannte ihn zum Titular-Professor und band ihn durch lukrative Aufträge an München. Halbreiter war Mitglied der Münchner Künstlergenossenschaft (MKG) und des Kunstgewerbevereins sowie Ehrenmitglied des Vereins zur Erhaltung der Volkstracht „Die Wallberger“ in Rottach-Egern, dessen Vereinsabzeichen er 1889 entwarf und modellierte.
1886 erhielt Halbreiter das Bürgerrecht in München und wohnte mit seiner Familie seit 1887 in der Sophienstraße 1a, in unmittelbarer Nähe des Glaspalastes. Seine Werkstatt befand sich in der nahen Karlstraße, Nr. 42 (Rückgebäude). Nachdem ihm eine Erkrankung an Gelenkrheumatismus bereits zunehmend eigenes Schaffen unmöglich gemacht hatte, verstarb Adolf Halbreiter kurz vor Vollendung seines 61. Lebensjahres und wurde auf dem Auer Friedhof (heute Ostfriedhof) beigesetzt.

## Namensgeber für Straße
Nach Adolf Halbreiter und seinem Onkel Ulrich Halbreiter wurde 1947 im Stadtteil Solln (Stadtbezirk 19 - Thalkirchen-Obersendling-Forstenried-Fürstenried-Solln) ⊙ die Halbreiterstraße benannt.

## Werk
Adolf Halbreiter machte sich einen Namen durch seine Produktion feiner Broschen und Schmucknadeln, von Tafelzierat, Pokalen und Lüsterweibchen nach eigenen und fremden Entwürfen. Stilistisch orientierte er sich bei seinen Entwürfen und ausgeführten Arbeiten an den vor allem in der Architektur und im Innenausbau wieder aufgegriffenen historischen Stilen und passte sich somit dem Geschmack seiner Zeit beziehungsweise dem seiner Auftraggeber an.
Werkauswahl
- Gaskronleuchter (Entwurf: Rudolf Seitz); Abb.: ZdKGV 1879, Tf. 2;
- Wandleuchter (Entwurf und  Ausführung: A. Halbreiter); Abb.: ZdKGV 1879, Tf. 3;
- Kronleuchter (Entwurf. Gabriel Seidl); Abb.: ZdKGV 1879, Tf. 31;
- Damentasche (Entwurf: A. Halbreiter); Abb.: ZdKGV 1879, Tf. 33;
- Halsgehänge / Brautschmuck für Caecilie Sedelmayr (Entwurf und Ausführung: A. Halbreiter), Abb.: ZdKGV 1880, Tf. 16;
- Kronleuchter in gotischem Stil mit 24 Armen und 120 Flammen, 1880 (Entwurf: Georg Hauberisser);
- Schmiedeeiserner Lüster (Entwurf: Rudolf Seitz); Abb.: ZdKGV 1881, Tf. 37;
- Lüster für Gas für Kommerzienrat J.C.Schön in Worms (Entwurf: G. Seidl; Figurenschmuck: Cramer); Abb.: ZdKGV 1882, Tf. 5;
- Zwei Pokale (Entwurf: R. Seitz, Ehrengeschenke an eine Kegelgesellschaft); Abb.: ZdKGV 1882, Tf. 13+14;
- Lüsterweibchen mit Hirschgeweih und syringenspielendem Meerfräulein (Entwurf: Ludwig Herterich); Abb.: ZdKGV 1882, Tf. 24;
- Schmuck- und Ordensschrein für Prinz Leopold von Bayern, 1882 (Auftrag des Kaisers von Österreich);
- Tafelaufsatz im Renaissancestil mit St.-Hubertus-Gruppe; Auftrag SM Kaiser Franz Josef I. von Österreich (Entwurf und Ausführung: A. Halbreiter); Abb.: ZdKGV 1883, Tf. 25;
- Armleuchter; Auftrag SKH Prinz Arnulf von Bayern (Entwurf und Ausführung: A. Halbreiter); Abb.: ZdKGV 1883, Tf. 30;
- Lüster für Gas in Kupfer getrieben (Entwurf und Ausführung: A. Halbreiter); Abb.: ZdKGV 1883, Tf. 36;
- Huldigungsblatt mit Diplomdecke für Erzgießer Ferdinand von Miller sen. (Entwurf: R. Seitz); Mittelstück, Ecken und Schließen: A. Halbreiter; Abb.: ZdKGV 1884, Tf. 12;
- „Alma Julia und weibliche Repräsentanten der 4 Fakultäten“, Tafelaufsatz als Stiftung Ludwigs II. an die Universität Würzburg zur 3. Säcularfeier (Abb.: Zeitschr. d. Mü. Kunstgewerbevereins 1886, Tf. 1, 2; Pecht, 1888, S. 473);
- Lüster für den Repräsentationssaal und 24-armiger Bronzelüster für den Sitzungssaal im Neuen Rathaus München.
- Ehrenpokal zum 25-jährigen Dienstjubiläum des k. bairischen Regierungsraths Albert Jäger, Direktor der pfälzischen Bahnen; Silber (Enrwurf: Anton Heß).

Schriften
- Tagebuch eines bayerischen Kriegers. 1866, In: Charivari. 1 (1975), S. 4, S. 19–21 (Auszüge aus dem Kriegstagebuch des Rosenheimer Badbesitzer-Sohnes).

## Archivalien
- Meldeunterlagen (PMB) Adolf, Emil und Michael Halbreiter: München, Stadtarchiv.
- Meldeunterlagen (PMB) Fritz von Miller: München, Stadtarchiv.
- Matrikel 1849/50: Maximiliansgymnasium München, Archiv.
- 01566 Adolf Halbreiter. In: Matrikelbuch 1841–1884. Akademie d.b.K. München (matrikel.adbk.de).